# Guido Giannetti
Guido Giannetti, chiamato anche Guido da Fano (Fano, 1500 circa – post 1569), è stato un religioso italiano.
Fu condannato dall'Inquisizione romana per eresia al carcere a vita.

## Biografia
Nulla si sa della sua giovinezza. Nel 1528 svolgeva le funzioni di segretario di Gregorio Casali, ambasciatore inglese presso la corte pontificia che si era rifugiata a Viterbo in seguito al Sacco del 1527. Ottenuta la cittadinanza inglese fin dal 1532, alla morte del Casali, avvenuta nel 1536, si trasferì a Londra, dove fu impiegato come informatore alla corte reale di Enrico VIII delle vicende politiche italiane – e in particolare dell'attività della Curia romana – in relazione alle tensioni diplomatiche presenti tra Roma e Londra.
Nel 1538 conobbe a Norimberga l'umanista e teologo Andreas Osiander e nel 1539 passò a Roma per seguire da vicino la situazione politica e religiosa italiana, interessandosi particolarmente delle posizioni del cardinale inglese Reginald Pole. In questi anni fu assiduo di Pietro Carnesecchi e di Marcantonio Flaminio, entrambi frequentatori del circolo evangelico fondato a Napoli da Juan de Valdés. Essi gli fecero conoscere il Beneficio di Cristo – la Bibbia dell'evangelismo italiano – e ricevettero da lui i Loci communes del teologo protestante tedesco Filippo Melantone.
Frequentatore del circolo romano dell'arcivescovo di Otranto Pietro Antonio Di Capua, altro valdesiano che accoglieva presso di sé vari umanisti di idee religiose eterodosse, come Girolamo Donzellini, Giordano Ziletti, Baldassarre Cazzago, Girolamo Borri, Vittore Soranzo, Giovanni Tommaso Sanfelice e Diego de Enzinas, all'arresto di quest'ultimo ordinato dall'Inquisizione nel 1545 il gruppo si disperse e Guido Giannetti si rifugiò a Venezia.
L'anno dopo Giannetti era in Germania, incaricato da Enrico VIII di tessere le fila di un'alleanza tra l'Inghilterra, i principi tedeschi protestanti uniti nella Lega di Smalcalda e Venezia in funzione anti-imperiale, mentre un altro informatore al soldo del re inglese, Ludovico Dall'Armi, a Venezia e a Mantova cercava contatti per saggiare le possibilità di un'intesa di Stati italiani contro Carlo V. Quando nell'ottobre del 1546 Giannetti tornò a Venezia, si accorse in tempo del tentativo del nunzio pontificio Giovanni Della Casa di farlo arrestare e fuggì in Inghilterra.
La morte di Enrico VIII avvenuta nel gennaio del 1547 - le speranze di una vasta alleanza anti-imperiale cessarono con la sconfitta della Lega di Smalcalda nella battaglia di Mühlberg in aprile - pose Giannetti in difficoltà economiche. Quando poi nel 1553 salì al trono la cattolica Maria Tudor, Giannetti fece ritorno in Italia, stabilendosi a Venezia. Qui Giannetti riprese le relazioni con gli ambienti della dissidenza religiosa e, dalla salita al trono inglese di Elisabetta I, nel 1558, i suoi rapporti informativi con l'Inghilterra. Il papa Pio IV ne ottenne l'arresto nel febbraio del 1561 ma da Londra si riuscì a ottenere, il 19 settembre, la sua liberazione. La sua posizione rimaneva tuttavia precaria: in seguito a una nuova richiesta da Roma, nel luglio del 1566 Giannetti fu nuovamente arrestato a Padova con l'accusa di eresia.
Trasferito a Roma in agosto, fu sottoposto a un lungo processo per fargli confessare i nomi di altri «eretici», come quello del Carnesecchi, già arrestato a sua volta nel giugno del 1566. Il processo si concluse con la sua abiura: non essendo relapso, evitò il rogo e fu condannato al carcere a vita nel maggio del 1569. Probabilmente morì in carcere poco dopo, poiché di lui da allora non si hanno più notizie.